# HMS Juno (1757)
Pour les autres navires du même nom, voir HMS Juno.
Le  HMS Juno est une frégate  de classe Richmond (en), de cinquième rang et portant 32 canons construite par les chantiers de Rotherhithe pour la Royal Navy et lancée le 29 septembre 1757. Elle sert durant la guerre d'indépendance des États-Unis et est brûlée le 5 août 1778 pour éviter sa capture par les Français, au large de Rhode Island.

## Histoire
Le HMS Juno est construit à Rotherhithe par William Alexander, sur des plans de William Bately.
Lancé le 19 septembre 1757 il fait route vers l’Amérique du Nord le 29 janvier suivant et prend part à la bataille navale de Louisbourg le 21 juillet 1781, pendant la guerre d'indépendance des États-Unis.